# 내부 마케도니아 혁명 기구-불가리아 국민운동
내부 마케도니아 혁명 기구-불가리아 국민운동(불가리아어: ВМРО – Българско национално движение, VMRO - Balgarsko Nacionalno Dvizhenie, 약칭 VMRO-BND, ВМРО-БНД)은 1991년 불가리아에서 만들어진 국민보수주의 정당이다.
19세기 말 오스만 제국의 지배를 받고 있던 마케도니아, 트라키아 지방에서 결성된 마케도니아 민족주의 조직인 내부 마케도니아 혁명 기구를 계승한 정당임을 표방하고 있으며 현대적인 민족주의를 기본 이념으로 하는 보수주의 애국 정당을 표방한다. 불가리아 민족의 정신적 통합, 범불가리아 민족 운동을 지향하고 있고 불가리아 민족주의, 동방 정교회를 기본 이념으로 한다.
현재의 마케도니아 공화국을 포함하는 대불가리아의 실현에 대해서는 찬성 입장을 표명하고 있지만 불가리아에 거주하는 소수 민족의 권리에 대해서는 반대 입장을 표명하고 있다. 또한 불가리아에 거주하는 튀르키예인, 롬인(집시), 동방 정교회를 제외한 비전통적인 종교 신자와는 적대 관계에 있다.